# Irish Open 2007
Die Irish Open 2007 im Badminton fanden vom 6. bis zum 9. Dezember 2007 statt.

## Medaillengewinner
| Disziplin    | Gold                            | Silber                         | Bronze                                 |
| ------------ | ------------------------------- | ------------------------------ | -------------------------------------- |
| Herreneinzel | Peter Mikkelsen                 | Marc Zwiebler                  | Richard Vaughan                        |
| Herreneinzel | Peter Mikkelsen                 | Marc Zwiebler                  | Scott Evans                            |
| Dameneinzel  | Elizabeth Cann                  | Kaori Mori                     | Jill Pittard                           |
| Dameneinzel  | Elizabeth Cann                  | Kaori Mori                     | Susan Hughes                           |
| Herrendoppel | Khankham Malaythong Howard Bach | Michael Fuchs Roman Spitko     | Roelof Dednam Chris Dednam             |
| Herrendoppel | Khankham Malaythong Howard Bach | Michael Fuchs Roman Spitko     | Frédéric Mawet Wouter Claes            |
| Damendoppel  | Bing Huang Chloe Magee          | Mesinee Mangkalakiri Eva Lee   | Weny Rahmawati Elodie Eymard           |
| Damendoppel  | Bing Huang Chloe Magee          | Mesinee Mangkalakiri Eva Lee   | Laura Choinet Elisa Chanteur           |
| Mixed        | Howard Bach Eva Lee             | Wouter Claes Nathalie Descamps | Sam Magee Chloe Magee                  |
| Mixed        | Howard Bach Eva Lee             | Wouter Claes Nathalie Descamps | Christian Skovgaard Line Damkjær Kruse |